# Konrad Persson
Konrad Persson, född 26 november 1895 i Ystad, död 21 oktober 1981, var en svensk ämbetsman. Han var far till filosofie magister Birgitta Bygdeman (1931–2020), gift 1956 med Lars Nabseth, samt tvillingarna Marc och Stellan Bygdeman (födda 1934).
Persson blev juris kandidat 1918, assessor vid Svea hovrätt 1927, fiskal 1931, hovrättsråd 33, revisionssekreterare 1936 samt var generaldirektör och chef för Pensionsstyrelsen 1937–61. Han blev sekreterare hos sjukhusstadgesakkunniga 1930, byråchef för lagärenden i socialdepartementet 1932 och sakkunnig beträffande arbetsfred hos 1935 års kommitté angående folkförsörjning och arbetsfred. 
Persson var ordförande i 1936 års utredning angående förbättring av lantarbetarnas löneställning, i fullmäktige för förvaltning av folkpensionsfonden 1937–61, kommittén för revision av lantarbetstidslagen 1938, arbetsmarknadsnämnden sedan 1939, kommittén för den statliga och kommunala förvaltningens organisation i krig 1942, ordförande i styrelsen för Norrbackainstitutet 1943, i svenska delegationen för utarbetande av interskandinavisk konvention rörande sjukförsäkring och ålderdomspension 1946, svensk delegat för utarbetande av konvention mellan Frankrike och skandinaviska länder rörande socialförsäkring 1950, sakkunnig i socialdepartementet angående rehabilitering 1961, ordförande i sektionen för pensionsförsäkring och i sektionen för sjukförsäkring av de nordiska socialförsäkringsmötena och i svenska verkställande utskottet för dessa möten 1937.
Persson blev aktiv medlem i International Society for the Welfare of Cripples 1947 och var dess president 1951. Han var en av huvudmännen i bland annat Konung Gustaf V:s 80-årsfond och i Kungafonden. Han utgav Social Welfare in Sweden (1950, omarbetad 1959 och 1961), skrifter angående bland annat socialförsäkring, rehabilitering och arbetsfred samt skrev artiklar i Nordisk familjebok, svenska och utländska tidskrifter och dagspress.